# Wicca
A wicca újpogány vallás, mely a világ számos országában megtalálható. Elsőként a brit Gerald Gardner kezdte népszerűsíteni 1954-ben. A wicca nem intézményes vallás, és az egyes hívek és csoportok hite és szertartásai nagyban eltérhetnek, de legtöbbjükre jellemző a hit két istenségben, az Úrnőben és az Úrban, valamint a Wicca Intelem („Ha nem ártasz vele, azt tégy, amit akarsz”) betartása és a „Háromszoros visszatérés törvényében” való hit, valamint a mágikus szertartások végrehajtása.

## Etimológia
A szó „Wica”-ként fordul elő Gerald Gardner írásaiban (Witchcraft Today – „Boszorkányság ma” –, 1954, és The Meaning of 'Witchcraft – „A boszorkányság jelentése” –, 1959). Ő nem magára a vallásra, hanem követői csoportjára használta; magát a vallást mindig witchcraft (boszorkányság) néven említette. A szó valószínűleg az óangol wicca szóból ered, ami boszorkánymestert vagy varázslót jelentett (ebből származik a modern angol witch, azaz boszorkány szó is). Gardner elmondása szerint először 1939-ben hallotta a szót a csoporttól, mely beavatta a vallás tanaiba. A vallásra hivatkozva a szót manapság általában nagy betűvel írjuk: "Wicca".

## Története
A nyugati világban elsőként a brit Gerald Gardner kezdte népszerűsíteni 1954-ben, miután az országban hatályon kívül helyezték a boszorkányságellenes törvényt. Gardner állítása szerint egy olyan titkos vallás beavatottja volt, melynek eredete a kereszténység előtti Európába és a matriarchális pogány vallásokba nyúlik vissza, és évszázadokon át titokban létezett. Maga Gardner a New Forest koventől tanulta.
Az eredeti irányzatból – melyet ma gardneriánus wicca néven ismernek – azóta számos különböző irányzat vált ki. Minden egyes irányzatnak megvan a saját hite, szertartásai és gyakorlatai.
Egy 2001-es felmérés szerint az Amerikai Egyesült Államokban legalább 134 000 felnőtt híve van a vallásnak.

## A hit alapjai
Mivel a wiccának nincs egyháza vagy bármilyen központi szervezete és előírásai, az egyes hívők és csoportok hite és gyakorlata nagyban különbözhet. A kulcsfontosságú elvekben és a szertartások fontos elemeiben azonban megegyeznek. A Gardner és követői által követett irányzat szerint a wicca csak a beavatottak számára volt elérhető, az 1960-as évek óta azonban nem beavatottak is elkezdték a wicca szót használni magukra. Mára ezek az ún. eklektikus wiccák sokkal többen vannak, és a hitben és gyakorlatban is nagyobb az eltérés.
A wicca a boszorkányság egy változata, egy modern misztériumvallás, amely vallási és mágikus nézeteken alapul. Legtöbb angol anyanyelvű híve boszorkányként tekint magára. A witch angol szót bár boszorkánynak szokták fordítani, míg a witchcraft-ot boszorkányságnak, de Magyarországon a wiccák jelentős része nem ért egyet a két kifejezés összemosásával, így egyes wiccák boszorkányként tekintenek magukra, míg mások elutasítják ezt.
Animista, politeista nézeteik vannak.
Az eredeti irányzat beavatottjai egy istennőt és egy férfi istent imádnak, megtartják az év nyolc nagy ünnepét (→ boszorkányszombat) és a kisebb szombatokat (esbat), és saját szertartásuk és erkölcsi törvényeik vannak. Az eklektikus wicca irányzatokban a szervezeti jelleg sokkal kisebb szerepet játszik, nagyobb változatosság figyelhető meg a hitelvekben, de a szertartások és az erkölcsi törvények hasonlóak. Pár eklektikus wicca sem boszorkánynak nem tartja magát, sem varázslatokat nem végez. Számos wicca újpogánynak tartja magát.
- Hitvallásuk: Ha nem ártasz vele, akaratod szerint tehetsz!
- Elfogadják a PFI (Nemzetközi Pogány Szövetség) alapelveit, úgymint:
  - Szeretet és rokonság a Természettel.
  - Tisztelet az életerőnek, és annak – állandóan megújuló – élet-halál körforgásának.
- Fő tevékenységük: egymás felkészítése, természetes gyógyítás, közös ünneplések.

### Alapelvek
Hét alapvető gondolat, amelyet a Wicca boszorkányok többsége magáénak érez 
- Az istenség kétpólusú

Számos boszorkány hiszi, hogy létezik egyetlen roppant természetfeletti erő, amelyet szellemnek, mindenségnek, isteninek vagy istenségnek neveznek. Hiszik, hogy ez az erő a maga teljességében túl hatalmas és elvont ahhoz, hogy emberként felfoghassuk. E mindenható szellem vagy istenség két legfőbb vonását, a férfi és női oldalt Istennőként (Úrnőként) és Istenként (úrként) nevezik meg.

A Hármas Istennő jelképe, mely feltehetőleg ógörög holdszimbólumból ered. A Hold három fázisát mutatja: növekvő, telihold és fogyó hold.

Egy másik istennőszimbólum, mely eredetileg Diane de Poitiers jelképe volt.

Az Istennőnek gyakran három aspektusa van – a fiatal lány, az anya és a bölcs, idős asszony; őket a növekvő hold, a telihold és a fogyó hold jelképezi. Az Úrnő mindenhol jelen van és mindent áthat, az Úr pedig az élet szikrája őbenne, egyszerre szeretője és gyermeke. A wiccának néhány irányzata, főként a feminista dianikus wicca szerint az Úrnő egymagában teljes, és ennek az irányzatnak a követői az Úrnak csak másodlagos szerepet tulajdonítanak.
A duoteisták számára két istenség létezik, egy női és egy férfi isten. Ők egymást kiegészítő ellentétek. Az eklektikus wiccában gyakran jelképezi őket a Hold és a Nap, a hagyományos wiccák a Holdistennő mellett a Természet Istenét tisztelik. Sok wicca hite szerint az istenek képesek megjelenni emberi formában. Meg tudnak nyilvánulni a főpapnőn és a főpapon keresztül a szertartások alatt; az ehhez használt szertartás a Hold lehívása (vagy az Isten megidézése).
Az Úrnő férfi párját gyakran szarvakkal ábrázolnak (innen a neve: the Horned God, magyarul gyakran: Agancsos Isten, Szarvas Isten, Agancsos Úr) a természetet jelképezi, az életet és halált, a termékenységet. Gardner tanításai szerint ők a Brit-szigetek ősi istenei, egy agancsos isten és egy anyaistennő.
Egyesek elismernek egy egységes, legfelsőbb istenséget. Gardner kijelenti, hogy létezik egy náluk magasabb rendű, megismerhetetlen lény, az Elsődleges Mozgató, akivel azonban a wiccák nem foglalkoznak, elérhetetlen, megérthetetlen mivolta miatt.
- Az istenség mindenben benne van

A wiccák nagy része úgy hiszi, hogy az istenség – a már említett hatalmas természetfeletti erő – mindenhol jelen van, minden dologban, minden emberben ott rejtőzik.
- A Föld az istenség megtestesülése

A wiccák szerint a Föld az istenség egyik megtestesülése. Bolygónk az Istennő aspektus tapintható megvalósulása, amely életet ad minden létezőnek, majd a halálban újra magához öleli őket. Így a Föld – minden természeti tájával együtt – megszentelt terület. Rítusaik segítségével kapcsolatot építenek ki a Földdel, ahelyett hogy ellene dolgoznának, inkább együtt élnek a természet erejének áramlásával.
- A pszichikai erő

A wiccák hisznek a pszichikai képességekben, hogy minden ember a mentális erő adományával születik.
- A mágia

A wiccák nagy részének meggyőződése, hogy a mágia segítségével nemcsak jobbá tehetjük az életünket, de spirituális utazásunk során is támaszkodhatunk rá. A mágiához való tehetség úgy fejleszthető, ha hiszünk benne, hogy működik. 
- Reinkarnáció

A wiccák többsége hisz a reinkarnációban, viszont ezen belül sokféle nézetük alakult ki. Egyesek szerint a lelkük újjászületik egy új testben, mások szerint a fizikai test halála után a lélek valamiképp visszaolvad a kozmikus energiába. Némely wiccák pedig a reinkarnáción belül megint más nézetet vallanak. 
- A szexualitás szentsége

A wicca vallásban két ember fizikai egyesülése szent esemény. E vallásban sok szexuális szimbólum található megː a szabbatok számos esetben az Isten és Istennő egyesülésének témája köré épülnek. 

### Az elemek

Az öt elem a pentagrammával

A wicca világnézetben fontos szerepet játszik az öt elem: föld, víz, tűz, levegő és az ötödik elem, mely a lélek vagy akasha. A wicca jelképeként gyakran előforduló pentagramma többek közt az öt elemet jelképezi. A szertartások előtti bűvös kör felrajzolásánál az első négy elemet hívják segítségül a nekik megfelelő négy égtáj felől.

### Erkölcs
Sokak szerint a wicca erkölcs alapszabálya az ú.n. Intelem: Ha azzal nem ártasz, azt tégy, amit akarsz., de valójában a wicca erkölcs, ahogy szinte minden pogány hit, a becsület gondolatát tekinti alapvetőnek. Az Intelem a nyolcvanas évek elején kezdett nagyobb ismertségre szert tenni, akkor még kizárólag a mágikus munkára vonatkozó szabályként használták. Az eklektikus wicca terjedésével egyre többen érezték szükségét valamiféle erkölcsi törvénynek, s az Intelemben vélték ezt megtalálni. Eredetileg a wicca egyik alapgondolata volt a döntések erkölcsi oldalának felvállalása is, azaz annak eldöntése, hogy mi helyes, mi helytelen. Az intelem törvényként való értelmezése tehát a hagyományos wicca alapelvei ellen való. Szintén fontos a hármas törvény, mely szerint bármit tesz valaki (akár jót, akár rosszat), az háromszorosan száll vissza rá. Ezt a törvényt a legendák szerint Doreen Valiente találta ki, mivel két tanítványa rendszeresen etikátlanul végezte dolgait.
Sok wicca követi a nyolc erény előírását is, amelyet Doreen Valiente Charge of the Goddess című versében említenek: szépség és erő, hatalom és együttérzés, büszkeség és alázat, öröm és tisztelet. Valiente versében ezek egymást kiegészítő párokba vannak rendezve, mely újabb példája a wicca gondolkodásmódra gyakran jellemző dualizmusnak. A beavatott wiccák közül vannak, akik egy 161 pontból álló törvényt is követnek, ezek azonban valószínűleg nem ősi eredetűek, hanem Gardner találhatta ki őket, reagálva a kovenjén belüli belső konfliktusra.

## Szertartások

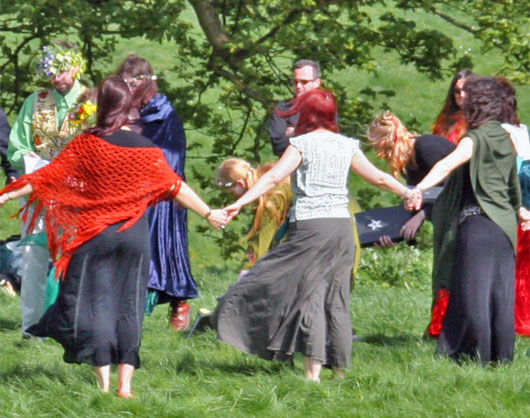
Wicca esküvő az angliai Aveburyben, 2005-ben, Beltane ünnepén

A szertartások során általában a koven (coven) tagjai összegyűlnek egy felrajzolt és megtisztított varázskörön belülre, meghívják az égtájak szellemeit és az Istenpárt, étel- és italáldozatot mutatnak be nekik és időnként varázslatokat is végrehajtanak. A varázskörön belül rendszerint oltár áll, melyre a szertartás kellékeit helyezik. Mielőtt a körbe lépnének, vannak, akik böjtölnek és/vagy rituálisan megtisztálkodnak. A szertartás után a hívek köszönetet mondanak az Úrnőnek és az Úrnak, valamint a négy égtáj őreinek, és felszámolják a bűvös kört.
Főként a gardneriánus és alexandriánus wiccán belül szinte mindig meztelenül („égbe öltözötten”) hajtják végre a szertartásokat, feltehetően az Aradia  könyvének egy sora alapján. A legtöbb eklektikus wiccára ez nem jellemző.

## Beavatás
A hagyományos wicca vallásban a jelölteket a főpap vagy főpapnő avatja be. A kovenek hagyományosan komoly tudást kizárólag avatás után tanítanak, azonban gyakorta előzi meg a beavatási rítust valamiféle felkészítési időszak. A tanulóidő gyakran egy év és egy nap, amelynek végén a jelölt vizsgát tesz az elsajátított ismeretekből, és bizonyságát adja mesterségbeli tudásának.
A wicca olyan országokban, kultúrákban és vidékeken is megjelent, ahol nincsenek tapasztalt avatottak, akik társaik élére állhatnának, ilyenkor nincs főpap és főpapnő az újonnan jöttek oktatásához és beavatásához.
Vannak, akik úgy vélik, elegendő kijelenteniük magukról, hogy wiccák, esetleg nem kívánnak hosszas tanulási folyamaton, beavatásokon és nehézségeken átmenni. Akik a maguk útját járják, vagy nem találnak kovent, avatás helyett egy önfelajánló rítust végeznek, amellyel elkötelezik magukat az Istenek felé. Ha úgy érzik, nem tudják egyértelműen meghatározni, mi teszi pontosan a wiccát, önmaguk határoznak meg maguknak egy célt adott határidővel: például tíz, wiccáról szóló könyv elolvasását, füstölők, gyertyák, és varázspálcák készítését, vagy a gyógynövények és mágikus rendszerek tanulmányozását. Tanulmányaik feljegyzése a kiindulópontja egy személyes mágikus naplónak. Amennyiben elégedettek teljesítményükkel, wiccának tekintik magukat.

## Ünnepek
| Időpont        | Név     | Névváltozat                   | Leírás |
| -------------- | ------- | ----------------------------- | --- |
| Október 31.    | Samain  | Halloween, Samhain, Allantide | november 1. Az ősök, a halottak, az alvilági Agancsos Isten ünnepe, a kelta újév kezdete. |
| December 21.   | Yule    |                               | (téli napforduló) A Nagy Istennő gyermekeként újjászülető Napisten ünnepe, a téli napforduló, a fény újjászületése. A mai keresztény karácsony ünnepének fő motívuma a feldíszített fenyő, mely a pogány decemberi fenyőünnepből eredeztethető, amikor szezonális termésekkel és fűszerekkel (fahéj, narancs, szegfűszeg, magyal stb.) díszítették a fákat az isteneknek történő felajánlás gyanánt. |
| Február 1-2.   | Imbolc  | Imbolg, Gyertyaszentelő       | A növekvő fény, a megtisztulás, a tűz, a gyertyaszentelés, a szűz istennő ünnepe, új tagok avatása. |
| Március 21.    | Ostara  | Eostara                       | (tavaszi napéjegyenlőség) A tavasz, az ébredő természet és az életerő ünnepe. Ebből alakult ki később a keresztény egyház húsvét ünnepe. A mai húsvéti jelképek, például a tojás, a nyúl, a termékenységet szimbolizálják. |
| Május 1.       | Beltane | Beltene, Walpurgis éj         | A szerelem, az Isteni nász, a természet, a fák, a lombok, virágok, a meleg, ünnepe. |
| Június 22.     | Litha   | Midsummer                     | (nyári napforduló) A tűz, a nyár, a termékenység és az ereje teljében lévő Napisten és a termékeny Földanya ünnepe, rituális tűzgyújtás, a tűz átugrálása. |
| Augusztus 1.   | Lammas  | Lughnasadh                    | Lugh isten és a termékeny Anyaistennő esküvője, a gabona, az aratás, a termékenység, az új kenyér, a játék ünnepe. |
| Szeptember 21. | Mabon   | Imbolg                        | (őszi napéjegyenlőség) A gyümölcsérés, a szüret, a bőség, a harmónia, az egyensúly, a megelégedettség és a Földanya (Modron) ünnepe. |

## Wicca hagyományok
Az eklektikus wicca sokak számára egyszemélyes vallás, amelyet könyvekből, előadásokból vagy az internetről tanultak meg, majd személyes tapasztalatokkal és magányos gyakorlással mélyítenek el. Akadnak olyanok is , akik ligetekben, csoportosan vagy tanulókörökben tanulmányozzák a vallást.
Mások wicca családban nőttek fel, majd maguk is erre az útra léptek. Sokan annak a rendje és módja szerint, előírt beavatással kerültek egy meghatározott ágazatot képviselő kovenbe, a hagyományos wicca ezt az egy utat fogadja csak el. A wicca ágazatai a következők:
Gardneriánus wicca: Gerald Gardner hagyományos irányzata, amely az istennőt és az istent tiszteli. A kovenek három beavatási fokozatot ismernek el, szertartásaikat előírások szerint végzik, égruhában, azaz mezítelenül. Az irányzat alapját a rítusok és a két nem harmóniája képezik. A kovent egy főpapnő és egy főpap vezeti. A gardneriánusok szerint a boszorkánymesterséget kemény munkával kell elsajátítani és rossz szemmel nézik az új idők önjelölt boszorkányait.
Alexandriánus wicca: Alex és Maxine Sanders által alapított, a 60-as években indult irányzat. Az alexandriánusokat és gardneriánusokat gyakran hívják közös szóval tradicionális wiccának.
Brit Hagyományos Wicca (British Traditional Wicca, azaz BTW): Amerikai kifejezés a gardneri alapelveken nyugvó irányzatokra (legfőképp a gardnerianizmusra és alexandrianizmusra). A BTW koncepcióját használók nem fogadnak el más irányzatot wiccának.
Kelta wicca: Ez az ágazat a kelta panteon és hitvilág (tündérek stb.) tiszteletét ötvözi a wicca vallással, legismertebb képviselője Jessica Bell, azaz Lady Sheba.
Amerikai kelta wicca: Rítusai csaknem azonosak a gardneriánusokkal, ám a kovenek tógában dolgoznak.
Dianikus wicca: Zsuzsanna Budapest alapította Kaliforniában. Nevét Diana istennőről kapta ez az Istennő-központú ágazat, amelynek több csoportja kizárja a férfi istenségeket és nem tart igényt beavatásokra. Bár a dianikus wiccát néha feminista, leszbikus mozgalomnak mondják, egyes kovenekben férfiak is csatlakozhatnak hozzá.
Tündér-wicca: Ez az amerikai ágazat Victor Anderson költő irányzata, tündérmágiát használnak és az ún. Csillagistennőt tisztelik.
Seax vagy Szász wicca: Nordikus hagyományt követő irányzat, amely az északi és germán népek isteneit és jelképeit olvasztja magába. Raymond Buckland , az első amerikai gardneriánus alapította 1973-ban, miután feleségétől elvált, így a saját maguk által kitalált megszorítások miatt nem avathatott egyedül. Az iskola egyik fő jellemzője, hogy nyilvános szertartásai vannak. A kovent a pap és/vagy papnő vezeti és maguk döntik el, hogy tógában vagy meztelenül dolgoznak-e. Az Egyesült Államokban és számos országban elterjedt.
Családi hagyomány: Bizonyos családok nemzedékről nemzedékre adják tovább a titkokat. Egyesek úgy tartják, a mesterség fortélyait egy élő rokonnak kell átadnia, csak ekkor állíthatja valaki, hogy „örökbe kapta” e hitvilágot és képességeket, függetlenül attól, hogy hány boszorkányt tud felmutatni ősei között. Szerintük ezen képességek ugyanúgy öröklődnek, mint mondjuk a kék szem vagy a cukorbaj. A boszorkányság adománya egyesek szerint néha átugrik egy nemzedéket, s a nagyszülőkről az unokára öröklődik. Sokakat a nagymamájuk tanított meg a mesterség fortélyaira, akkor is, ha közben egyetlen szó sem esett boszorkányságról. Az ember aztán olyan társulásokkal is találkozhat, amelyek léte ellentmondásos is lehet, ilyenek az úgynevezett sátánista vagy keresztény kovenek.
Pannon Wicca: A pannon őshit (népszerűbb nevén: pannon wicca), Magyarországon 1998–2003 között, a „Világfa” Ezoterikus Klub keretében formálódott önálló irányzattá. A 2006-ban alakult Ezoterikus Kör (koven) célul tűzte ki a Kárpát-medencei őshit felelevenítését, és sajátos magyar jellegű wicca-irányzat létrehozását (hasonlóan az ír, szász, walesi és szláv wicca-jellegű irányzatokhoz). Alapvető forrásuk a Pannon-medence ősi népeinek hagyománya, magába foglalva a természetes és népi gyógyítást, népszokásokat, rítusokat és mágiát is.
Aranysárkányok Rendje: 2010 óta létező magyar alapítású itthon és külföldön is létező wicca közösség. Célja egy "boldogabb és spirituálisabb jövő létrehozása". 

## Szervezetek
A beavatottak hagyományos szervezetei a kovenek, olyan, kizárólag avatottakból álló csoportok, melyeket Főpapnő és Főpap vezet (ők általában házaspár, és már túlvannak a beavatás legalább két fokozatán, bár ez irányzatonként változik).

## Fordítás
- Ez a szócikk részben vagy egészben  a   Wicca című angol Wikipédia-szócikk ezen változatának fordításán alapul.  Az eredeti cikk szerkesztőit annak laptörténete sorolja fel. Ez a jelzés csupán a megfogalmazás eredetét és a szerzői jogokat jelzi, nem szolgál a cikkben szereplő információk forrásmegjelöléseként.